# Зятьково (Алтайский край)
Зятьково — село в Панкрушихинском районе Алтайского края России. Административный центр Зятьковского сельсовета.

## География
Расположено на берегах реки Курьи (Аксенихи), при автодороге 01Н-3204. Абсолютная высота — 223 метра над уровнем моря.

## История
Основано в 1856 году. В 1926 году в селе имелось 331 хозяйство и проживало 1824 человека (896 мужчин и 928 женщин). В национальном составе населения того периода преобладали русские. Действовали школа I ступени, народный дом и лавка общества потребителей. В административном отношении являлось центром Зятьковского сельсовета Панкрушихинского района Каменского округа Сибирского края.

## Население
| 1926  | 1997  | 1998  | 1999  | 2000  | 2001  |
| ----- | ----- | ----- | ----- | ----- | ----- |
| 1824  | ↘1300 | ↘1274 | ↘1270 | ↘1231 | ↘1188 |
| 2002  | 2003  | 2004  | 2005  | 2006  | 2007  |
| ↘1170 | ↘1102 | ↘1033 | ↘990  | ↘968  | ↗970  |
| 2008  | 2009  | 2010  | 2011  | 2012  | 2013  |
| ↘918  | →918  | ↘774  | ↘770  | ↗774  | ↘753  |

Национальный состав
Согласно результатам переписи 2002 года, в национальной структуре населения русские составляли 85 %.

## Известные уроженцы, жители
Николай Антонович Мотин (1926-?) — советский хозяйственный, государственный и политический деятель. Участник Великой Отечественной войны. Почётный гражданин города Константиновки. Член КПСС.